# 뢰다선
뢰다선(스웨덴어: Röda linjen)은 스톡홀름 지하철의 노선 중 하나이다. 총 36개의 역이 있으며 이 중 21개는 지하 역이다. 총 길이는 41.238 km이다. 외스테르말름스토리-릴리에홀멘 사이 구간은 공통 구간이며, 운행 계통 T13호선은 롭스텐(동북부)-노르스보리(남서부), T14호선은 뫼르뷔 센트룸(북부)-프루엥엔(남부) 간을 운행한다.
가장 긴 터널 구간은 감라스탄-베리스함라(8.5km), 감라스탄-예르데트, 악셀스베리-브레뎅(2.3km)이다. 2005년 기준 연간 수송객 1억 2800만명, 평일 수송객 41만 1000명이다.
2008년 겨울에 측정한 최다 승차자 역은 다음과 같다
| 순위 | 역                  | 승차량 |
| ---- | ------------------- | ------ |
| 1.   | T-센트랄렌          | 68 000 |
| 2.   | 슬루센              | 41 000 |
| 3.   | 외스테르말름스토리  | 30 000 |
| 4.   | 릴리에홀멘          | 26 000 |
| 5.   | 테크니스카 획스콜란 | 22 000 |
| 6.   | 마리아토르에트      | 18 000 |
| 7.   | 롭스텐              | 17 000 |
| 8.   | 호른스툴            | 15 000 |
| 9.   | 셰르홀멘            | 14 000 |
| 10.  | 카를라플란          | 13 000 |

## 역사
1964년 4월 5일 T-센트랄렌-프루엥엔/외른스베리 구간이 개통되었다. 이후 1965-67년까지 노선의 형태가 갖추어졌고, 1978년 뫼르뷔까지 개통되었다. 뢰다 선은 과거 노면 전차 노선이었던 그뢰나 선보다 지하에 더 깊게 지어졌다. 과거 지도의 뢰다 선은 귤색에 더 가까웠으나 1980년대 현재 색상으로 조정되었다. 프루엥엔-뫼르비 센트룸 구간은 2001년 이전에는 T24호선으로 운행하였다.
멜라르회이덴-릴리에홀멘 구간은 1910년대에 노면 전차 구간으로 건설되었고, 당시 이름은 쇠드라 푀르스타드 선이었다. 이후 릴리에홀멘-미드솜마르크란센 구간이 추가로 건설되었다. 당시 지역이 개발되지 않았기 때문에 지상에 건설되었다. 이후 도시 철도로 개축되면서 지상 구간의 평면 교차를 해소하기 위해 이설되었고, 현재 당시 흔적은 거의 남아 있지 않다.
텔레폰플란-프루엥엔 구간은 1946년-1956년 사이에 도시 철도로 개축 가능한 노면 전차로 건설되었다. 도시 철도의 섬식 승강장이 가운데에 있고, 선로 양쪽으로 노면 전차 승강장이 있는 형태이다. 이 구간은 현재에도 사용 중이다. T-센트랄렌 주변 구간은 개착식으로 그뢰나 선을 건설할 때 같이 지어졌으며, 1964년에 뢰다 선 구간이 개업하였다.
2006년 5월 8일-6월 18일까지 릴리에홀멘-프루엥엔 구간이 시설 개선을 위해 영업을 중지하였고, 굴마르스플란 광장에서 대체 버스가 운행하였다.

## 같이 보기
- 그뢰나 선
- 블로 선